# Ligeia Mare
Ligeia Mare – der Name ist lateinisch und bezeichnet Ligeia, eine griechische Sagengestalt – ist die Bezeichnung für einen See aus Methan auf dem Saturntrabanten Titan.
Der See durchmisst ungefähr 500 km, hat eine Fläche von 126.000 km² und liegt an der Stelle 79.0° N / 248.0 W. Die Tiefe des zum größten Teil mit Methan gefüllten Sees beträgt durchschnittlich 170 m, und an der tiefsten Stelle maximal 210 m. Weil der Seeinhalt (auch aufgrund der ebenen Oberfläche) für Radarstrahlen durchsichtig ist, konnte Cassini auf den Grund blicken und so die Tiefe messen.

## Geographische Merkmale
Die zerklüftete Küste von Ligeia Mare wird durch verschieden große Buchten unterbrochen. Einige Küstenabschnitte bilden flache Strände und Wattenmeere aus Methan. An anderen Stellen ist die Küste rauer und hügeliger. Am Grund des Sees hat sich eine Schicht aus organischen Verbindungen abgelagert.

## Zufluss
Beweise eines Methanregens und dessen Abfließen lieferten Aufnahmen der Raumsonde Cassini, die einen 400 km langen Fluss zeigen, der in den See mündet. Dieser wurde nach einem Fluss der nordischen Mythologie Vid Flumina genannt.

## Bilder

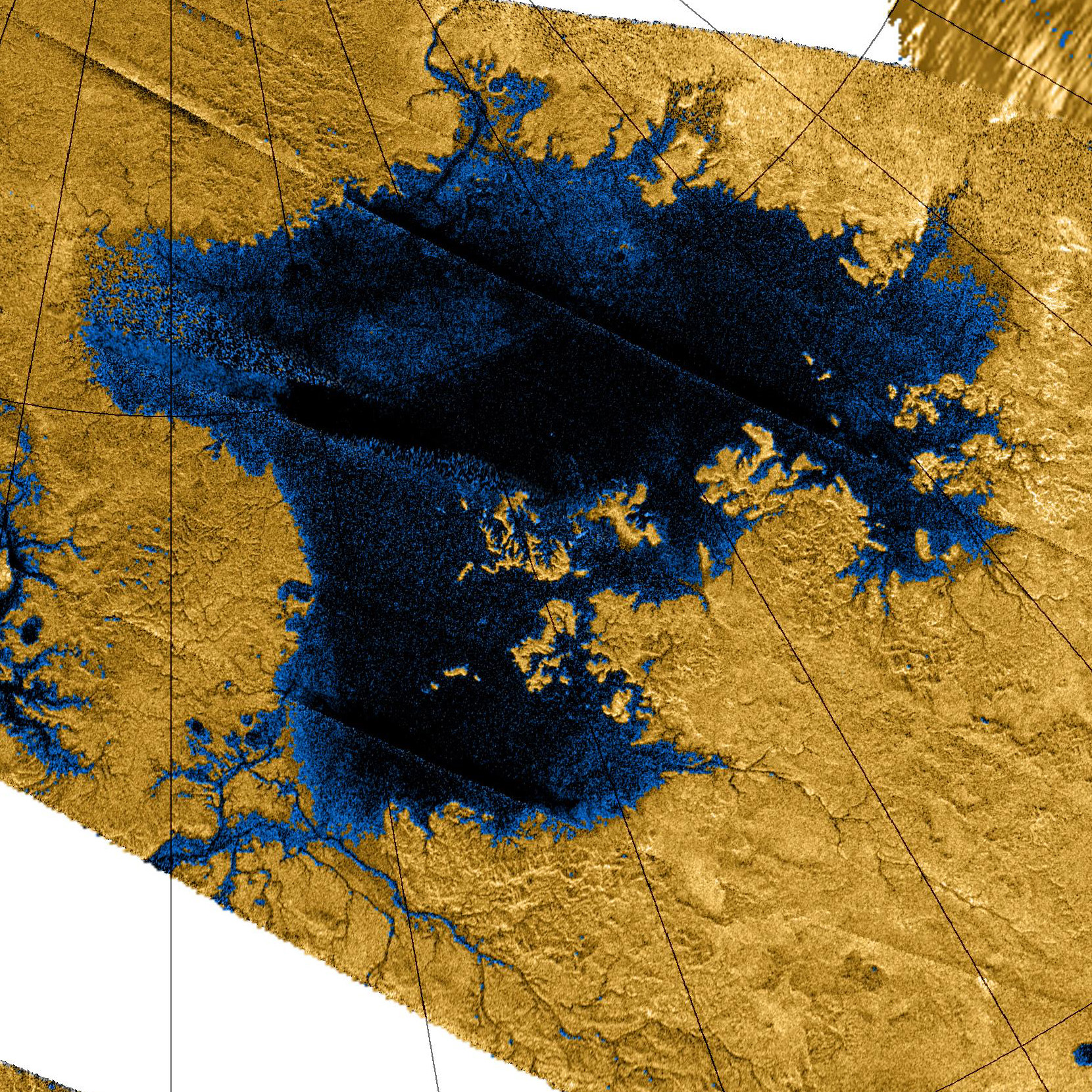
Nachkolorierte Radaraufnahme des Ligeia Mare
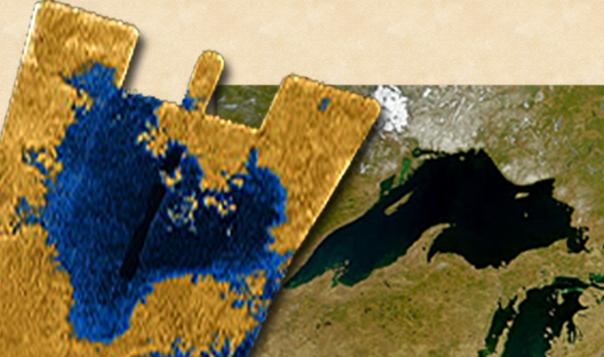
Größenvergleich zwischen Ligeia Mare und dem Lake Superior in Nordamerika
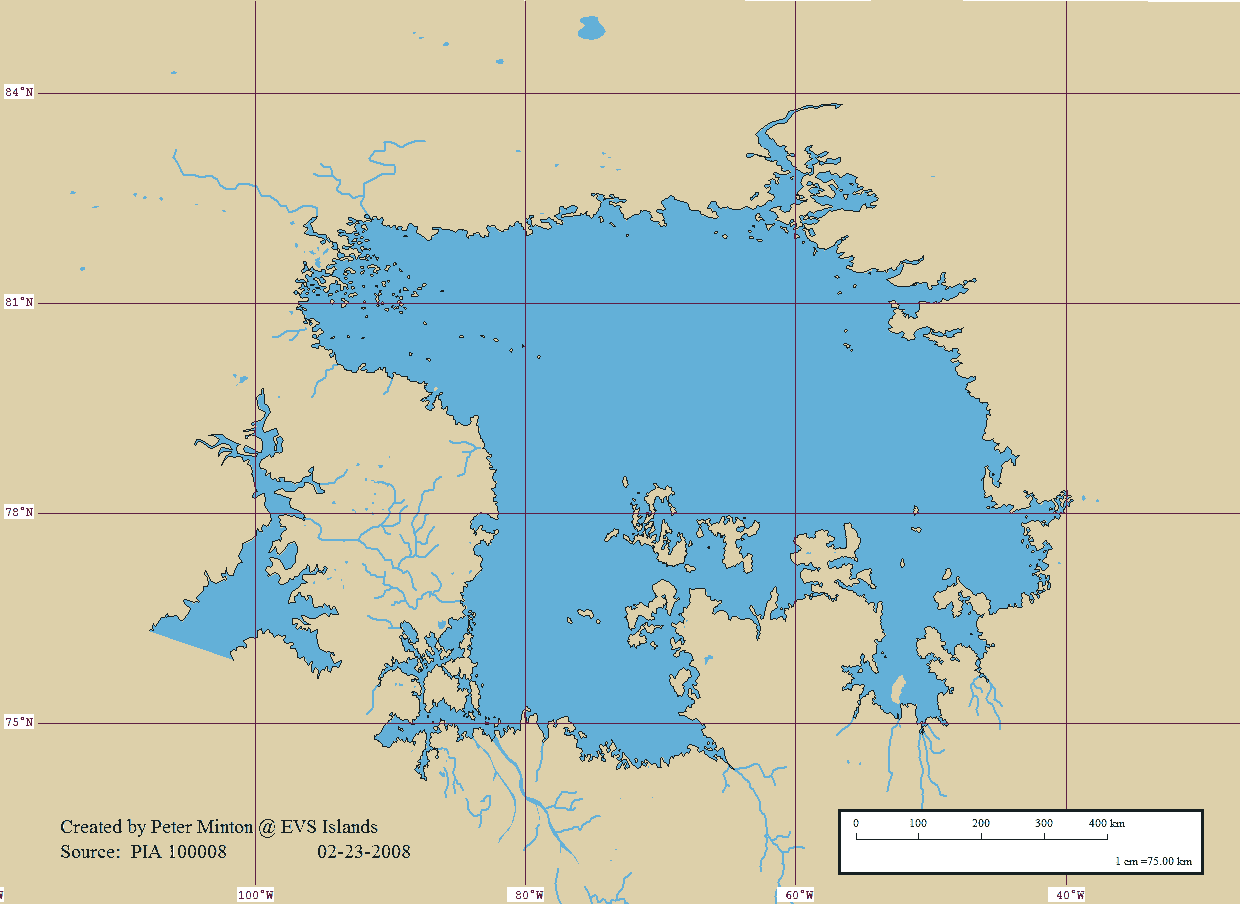
Karte des Ligeia Mare

## Sonstiges
Die Methanmenge des Sees ist vermutlich 40-mal so hoch wie die irdischen Reserven an Flüssigtreibstoff.